# Светилище на Диана (Неми)
Светилището на Диана в Неми (Diana Nemorensis) се намира под селището Неми на езерото Неми, на 27 км югоизточно от Рим.
Неми е през древността култово място и център на севетилището на богинята Диана (еднаква с гръцката богиня Артемида).
Това е свещен дъб, който се пази от свещеник-крал (rex nemorensis). Това е един избягал роб, който денонощно пази дървото.
Легендите за това култово място са описани в монументално произведение за теорията на религията и митологията, книгата на сър Джеймс Джордж Фрейзър „The Golden Bough“ („ Златната клонка“, 1890-1915).
За римляните малката горичка е от значение, понеже клончето, което откъсва техният легендарен прародител Еней по съвет на Сибила е от дъба в Неми.
Жените се молели на богинята за здрави наследници. Редовно е имало и факелно шествие от млади жени към храма. Вероятно весталки са пазели там един вечен огън.
Местността на разкопките не е допуснато за публика.